# Frauenbewegung
Der Begriff Frauenbewegung (auch Frauenrechtsbewegung) bezeichnet eine globale soziale Bewegung, die sich für die Gleichheit und Anerkennung von Frauen in staatlichen und anderen Bereichen der Gesellschaft einsetzt. Sie entstand im Zusammenhang mit den sozialen und erzieherischen Lebensreformbewegungen des 19. Jahrhunderts in Westeuropa und den USA und breitete sich in andere Länder aus. Sie gilt als die erfolgreichste soziale Bewegung der Moderne.
Wichtige Themen sind u. a. das Frauenwahlrecht, die Gleichstellung der Geschlechter und die Neubewertung der tradierten Geschlechterrollen, um insbesondere im Geschlechterverhältnis Bevormundung, Ungerechtigkeiten und soziale Ungleichheiten zu beseitigen.

## Weltanschauliche Grundlagen

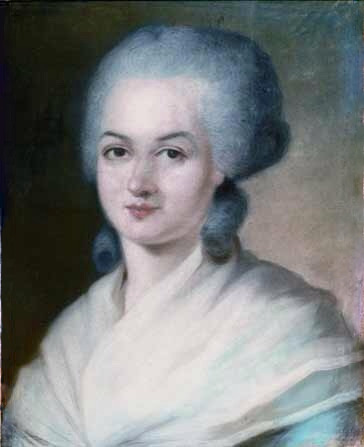
Olympe de Gouges (1748–1793)

Erste Ansätze einer Frauenrechtsbewegung entstanden im Zeitalter der Aufklärung und den Anfängen der bürgerlichen Emanzipationsbestrebungen zu Beginn des 18. Jahrhunderts. Grundgedanke war die Gleichwertigkeit aller Menschen, wie sie beispielsweise im Laufe der französischen Revolution proklamiert wurde. So forderte Olympe de Gouges mit ihrer Déclaration des droits de la Femme et de la Citoyenne bereits 1791, also kurz nach der Deklaration der Menschen- und Bürgerrechte (1789), dieselben Rechte und Pflichten für Frauen ein. Denn Aussagen zu Menschen- und Bürgerrechten berücksichtigten zu diesem Zeitpunkt nur Männer.
In Bezug auf das Verhältnis zwischen den Geschlechtern kristallisierten sich bereits früh zwei grundlegend verschiedene Auffassungen heraus: eine dualistische bzw. differenzialistische und eine generalistische bzw. egalitäre Sichtweise. Erstere ging von einer grundlegenden, natürlichen oder durch die neuen Wissenschaften begründeten „Verschiedenheit der Geschlechter“ aus.
Der egalitäre Ansatz basierte auf den Ideen der Aufklärung. Nach dieser Auffassung sind alle Menschen „von Natur aus gleich“, woraus die Forderung nach der Gleichstellung der Geschlechter in sämtlichen Bereichen der Gesellschaft abgeleitet wurde. 

## Moderne Frauenrechtsbewegung

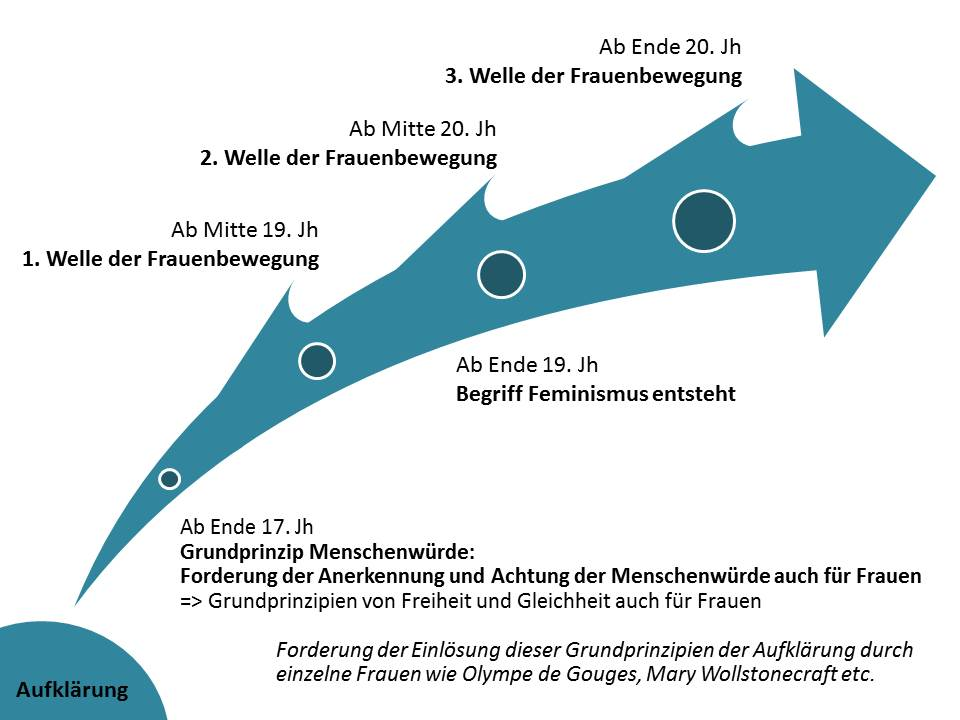
Entwicklung der Frauenbewegung und des Feminismus

Die moderne Frauenrechtsbewegung lässt sich in drei Wellen unterteilen:
- Die erste Welle der modernen Frauenbewegung oder Frauenrechtsbewegung (Mitte des 19. Jahrhunderts bis Anfang des 20. Jahrhunderts) kämpfte für die grundsätzlichen politischen und bürgerlichen Rechte der Frauen wie z. B. das Frauenwahlrecht, das in Deutschland im November 1918 rechtlich verankert wurde, das Recht auf Erwerbstätigkeit, das Recht auf Bildung und für eine Gesellschaft auf neuer sittlicher Grundlage.
- Die zweite Welle der Frauenbewegung entstand in den 1960er Jahren als Kritik an der massiven Diskriminierung von Frauen, besonders von Müttern. Der Nachholbedarf bei der Gleichstellung der Frau fand allmählich staatliche Anerkennung, so z. B. bei der UNO, die 1975 zum Internationalen Jahr der Frau erklärte. Wegen ihrer Kritik an allen bisherigen Formen organisierter Politik verstanden sich dennoch zumindest große Teile der zweiten Phase etwa ab 1968 auch als autonome Frauenbewegung. Diese zweite Welle wird oft als Teil der Neuen Linken und der neuen sozialen Bewegungen verstanden. Sinnvollerweise wird aber die Frauenbewegung der letzten beiden Jahrhunderte in einem Zusammenhang betrachtet und nach Phasen oder Wellen unterschieden.
- In den 1990er Jahren zeichnete sich vor allem in den USA eine dritte Welle (Third-wave feminism) der Frauenbewegung ab, die die Ideen der zweiten Welle in modifizierter Form fortsetzt. Neue Aspekte sind vor allem eine globalere, weniger ethnozentristische Sichtweise, die Betonung der Notwendigkeit, dass auch Männlichkeit ein nach Zeiten und Regionen unterschiedliches Konstrukt ist, das kritisch hinterfragt werden muss. Unter dem Begriff des Gender-Mainstreaming verabredeten 1995 auf der 4. UN-Weltfrauenkonferenz die dort versammelten Regierungen inkl. des Vatikans den kleinsten Reformkompromiss, auf den sie sich einigen konnten, als eine Top-Down Strategie, die Frauen-, aber auch Lesben- und Schwulenbewegungen unterstützen soll.

Frauenrechtlerin und Frauenrechtler sind nicht nur Bezeichnungen für Mitstreiter der älteren Frauenbewegung (1848–1933), sondern auch heute noch gebräuchlich. Für Angehörige der neuen Frauenbewegung seit den 1960er Jahren wird jedoch eher die Bezeichnung Feministin und Feminist verwendet. Zu den männlichen Frauenrechtlern der Vergangenheit gehörte etwa der Ägypter Qāsim Amīn.

## Erste Welle

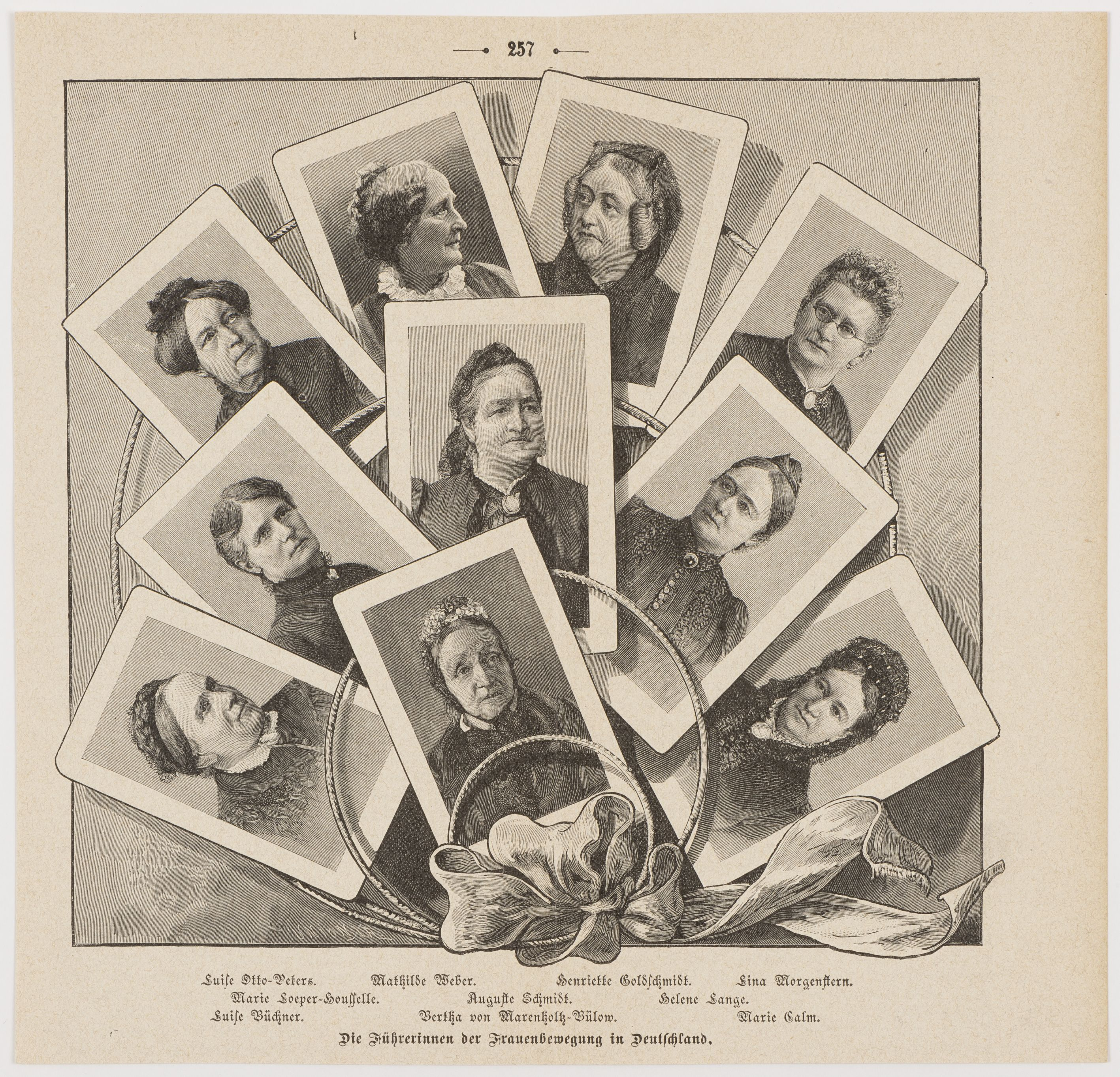
Führerinnen der Frauenbewegung in Deutschland. Illustration aus Die Gartenlaube (1894)

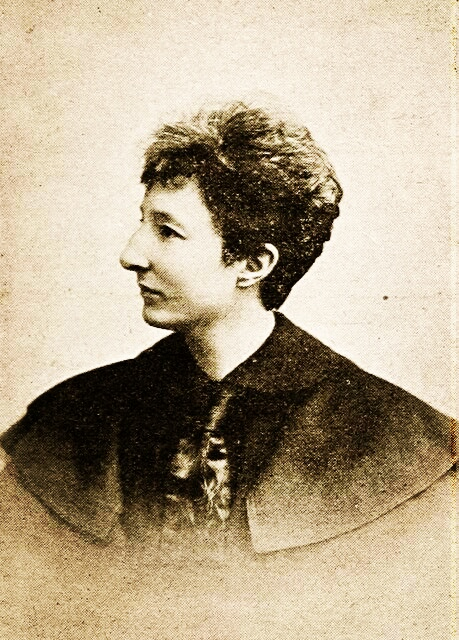
Anita Augspurg, Fotografie des Atelier Elvira, München 1902

Im Zuge der Französischen Revolution wurde auch die Gleichheit zwischen Mann und Frau zum öffentlichen Thema gemacht, zuerst vor allem in den Salons Europas, aber während des Vormärz auch bei den Altkatholikinnen. Auf diese intellektuellen Zirkel bezog sich die abfällige Bezeichnung Blaustrumpf.
Die erste Welle der Frauenbewegung in den USA entstand im Zuge der Anti-Sklaverei-Bewegung. Unter den Abolitionisten befanden sich auch viele, oft religiös motivierte, Frauen. Sie erkannten, dass nicht nur die Rechte der Afroamerikaner, sondern auch die der Frauen nicht den Bürgerrechten anglo-amerikanischer Männer entsprachen. So wurde 1848 die „Declaration of Sentiments“ beschlossen, die sich bewusst an der US-amerikanischen Unabhängigkeitserklärung orientierte und die Gleichheit von Frau und Mann und somit von deren Rechten deklarierte. Gefordert wurden vor allem das Wahlrecht für Frauen und eine Reform des Ehe- und Besitzrechtes.
Die Mitglieder der ersten Frauenbewegung wurden Frauenrechtlerinnen genannt. Da eines ihrer Hauptziele das Frauenwahlrecht war, wurden sie auch (häufig abwertend) als Suffragetten (suffrage – englisch Wahlrecht, von latein. suffragium – Abstimmung) bezeichnet.
Die wichtigsten angestrebten Ziele der ersten Welle waren:
- Recht auf Erwerbsarbeit
- Recht auf Bildung, siehe Frauenstudium
- Recht auf aktives und passives politisches Handeln, siehe Frauenwahlrecht
- eine Gesellschaft auf neuer sittlicher Grundlage

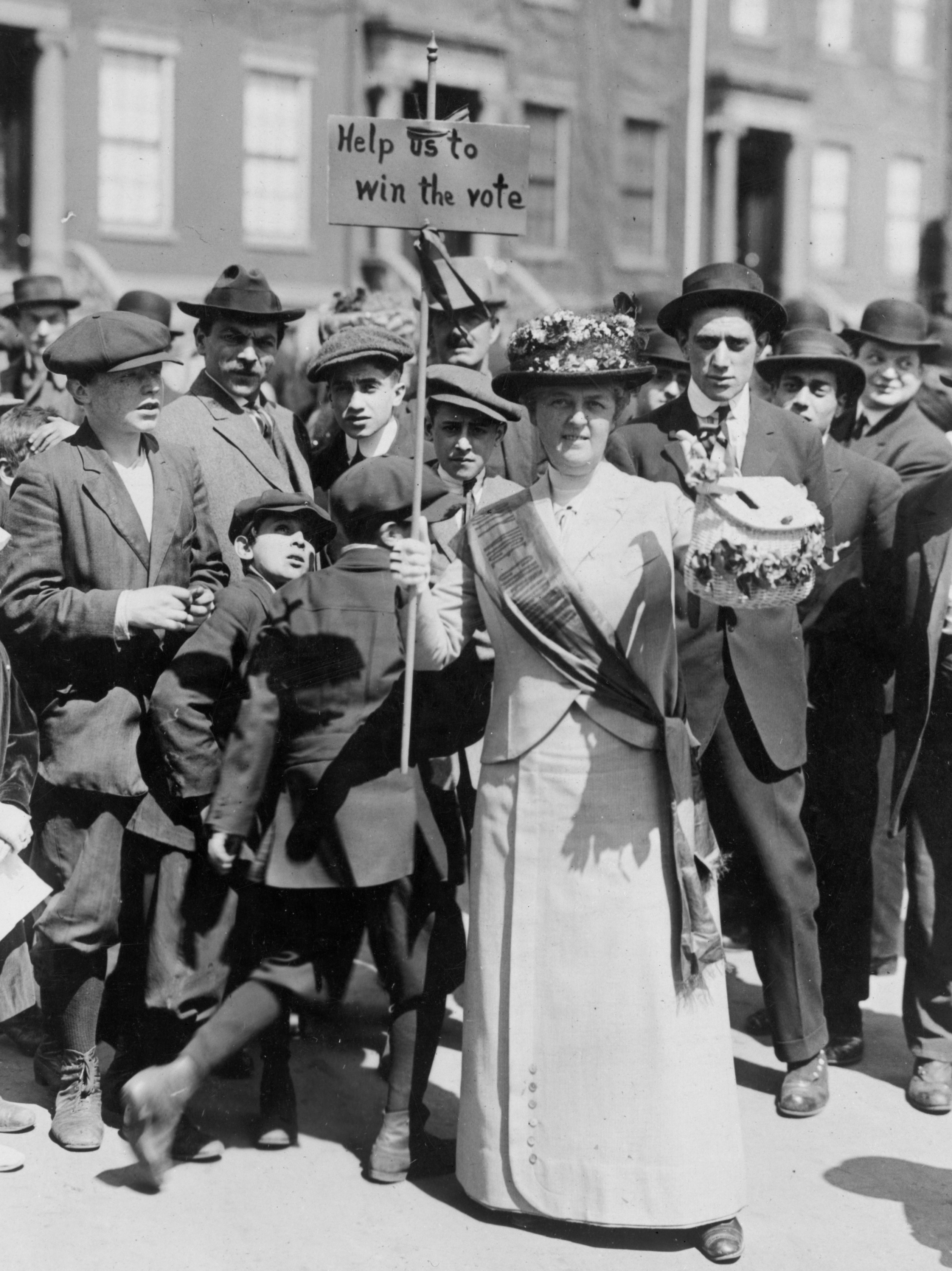
Die Suffragette „Mrs. Suffern“ hält ihr Transparent hoch. (1914, vermutlich in New York)

In der älteren Forschung unterschied man für die deutschsprachigen Länder drei Strömungen: die bürgerlich-gemäßigte Frauenbewegung um Henriette Goldschmidt (1825–1920), Louise Otto-Peters (1819–1895), Auguste Schmidt (1833–1902), Helene Lange (1848–1930), Bertha Kipfmüller (1861–1948) und Gertrud Bäumer (1873–1954) mit dem Allgemeinen Deutschen Frauenverein, die bürgerlich-radikale Frauenbewegung um Minna Cauer (1841–1922) und Anita Augspurg (1857–1943) mit dem Deutschen Verband für Frauenstimmrecht und die sozialistische Frauenbewegung um Clara Zetkin (1857–1933). Diese strikte Trennung gilt in der neueren Forschung als veraltet, da es sinnvoller ist, Schwerpunkte des Engagements zu unterscheiden. Der bürgerlich-gemäßigte Flügel trat vorrangig zunächst für das Kommunalwahlrecht und für eine Verbesserung der Bildungsmöglichkeiten für Frauen sowie für die Anerkennung der Erwerbsarbeit von Frauen (so erwirkte Helene Neumann in Königsberg (Pr) den ersten Tariflohn für Textilarbeiterinnen) ein, oft mit Blick auf besonders benachteiligte Berufsgruppen (Dienstboten, Schauspielerinnen). Der bürgerlich-radikale Flügel strebte das volle Frauenwahlrecht auf nationaler Ebene und das Recht auf Zugang zu den Universitäten an, teilweise auch gemeinsam mit den Sozialistinnen. Für die proletarische Frauenbewegung spielte das Recht auf Erwerbstätigkeit kaum eine Rolle, stattdessen konzentrierten sich die Forderungen auf die Verbesserung der Arbeitsbedingungen, u. a. auf die gleiche Entlohnung der männlichen und weiblichen Fabrikarbeiter. Allen Flügeln gemeinsam ging es um die Umgestaltung der Gesellschaft auf neuer sittlicher Grundlage.
1898 gründete Elisabet Boehm in Ostpreußen den deutschen Landfrauenverband.

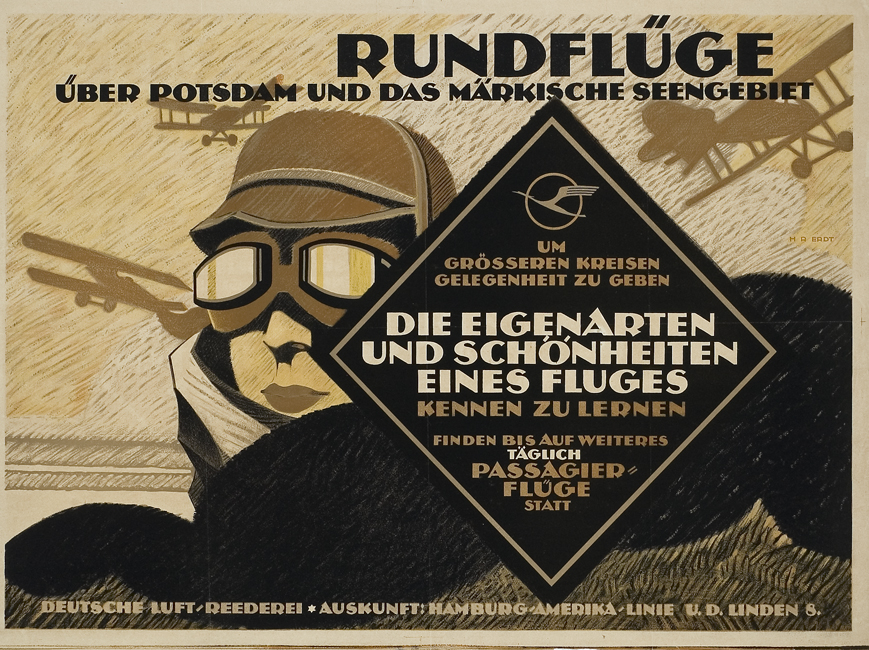
Die Frau der Moderne als Werbeziel 1919 für erste Rundflüge in Doppeldeckern der Deutschen Luft-Reederei;
Plakat: Hans Rudi Erdt; „Kranich“: Otto Firle

In Deutschland gründete sich ein Bund zur Bekämpfung der Frauenemanzipation, der 1912 in Berlin seine erste Hauptversammlung abhielt, die von Ernst Graf zu Reventlow geleitet wurde und auf der die Professoren Ludwig Langemann und Reinhold Sigismund Reden hielten.
Zu den englischen Vertretern der Frauenemanzipation gehörte etwa Percy Bysshe Shelley.
Ab dem Jahr 1900 ging die Geburtenrate deutlich zurück. Um 1910 betrug sie knapp 4, während des Krieges sank sie auf 2; nach einer kurzen Spitze fiel sie erneut Richtung 2 (und ab der Weltwirtschaftskrise 1929 auch darunter).
Die durchschnittlich gesunkene Kinderzahl trug zu einem Rollenwandel von Frauen mit Kindern bei.
Während des Ersten Weltkrieges wurden Millionen von Frauen berufstätig, um Männer zu ersetzen, die an einer der Fronten des Ersten Weltkriegs kämpften. Nach 1918 waren Millionen von Männern kriegsinvalide und damit erwerbsunfähig; viele Frauen wurden zur Familienernährerin (siehe auch Erster Weltkrieg#Zivile Verluste). Dieser Krieg und die Deutsche Inflation 1914 bis 1923 erzeugten eine bis dahin noch nicht gekannte soziale Not bei Kriegswaisen und -witwen. Seit dem ersten Kriegsjahr häuften sich daher die Frauenproteste etwa in Form von Lebensmittelunruhen, aber auch durch die Teilnahme von Arbeiterinnen an Massenstreiks.
1918 wurde in Deutschland die Republik ausgerufen; aus der Doppelmonarchie Österreich-Ungarn wurden die Republiken Österreich und Ungarn; mit der Oktoberrevolution in Russland stürzte das Zarentum und auch Polen wurde eine Republik. Dies zog zahlreiche gesellschaftliche Änderungen nach sich, etwa das in Deutschland 1919 eingeführte Frauenwahlrecht.
Speziell in der kurzen Blütezeit von 1924 bis 1929 ('goldene Zwanziger') wurden viele gesellschaftliche Umwälzungen sichtbar.

## Zweite Welle
Der Auslöser der so genannten zweiten Welle der Frauenbewegung war ein allgemeiner gesellschaftlicher Umbruch und Wertewandel nach dem Golden Age of Marriage der 1950er und 1960er Jahre. In Deutschland wie in den USA wurde sie im Zuge der Neuen Linken im Rahmen des Sozialistischen Deutschen Studentenbundes (SDS) von der Studentenbewegung zur sozialen Bewegung. In den USA wurden die Frauen durch die Bürgerrechtsbewegung der Afroamerikaner und die Massenbewegung gegen den Vietnamkrieg inspiriert, sich auch wieder stärker für die Lösung ihrer eigenen Probleme zu engagieren.
Die besonderen Merkmale dieser Frauenbewegung waren:
- Consciousness Raising: die Entwicklung des neuen gruppenanalytischen Formats ohne formelle Leitungsstruktur der Consciousness Raising-Gruppe durch die New York Radical Women, eine frühe Frauenbefreiungsgruppe in New York City. Auf den Austausch von zunächst individuell erlebten Problemen folgt die Erkenntnis, dass diese weit verbreitet sind, was wiederum Fragen nach Ursachen und Lösungsmöglichkeiten hervorruft.
- Spektakuläre Aktionsformen inklusive Akte des bürgerlichen Ungehorsams, die sich an den Protestformen der anderen sozialen Bewegungen orientierten und diese weiterentwickelten (siehe Format der Consciousness Raising-Gruppe)
- Analyse der Ursachen des als Diskriminierung und Gewalt erfahrenen Unrechts;
- Themen wie Schwangerschaftsabbruch (Schlagwort: „Mein Bauch gehört mir“), Sexualität, sexueller Missbrauch.

Schon der Aktionsrat zur Befreiung der Frauen formulierte 1968 weniger „Frauenprobleme“ als Kritik an der auch von der Neuen Linken nicht in Frage gestellten hierarchischen Geschlechterordnung und leitete daraus die temporär notwendige Selbstorganisation der Frauen ab. Daraus entstand die „autonome“ Frauenbewegung – allerdings erst Jahre später. Doch auch davor führten Debatten über das Sexualitätsverständnis in der Rezeption der Schriften von Wilhelm Reich, die insbesondere weibliche Lust nicht miteinschloss, oder über Sorgearbeit, die den Anstoß zur Gründung der Kinderladenbewegung gab, eine große Rolle.

### Sozialistischer Frauenbund Westberlin (SFB)

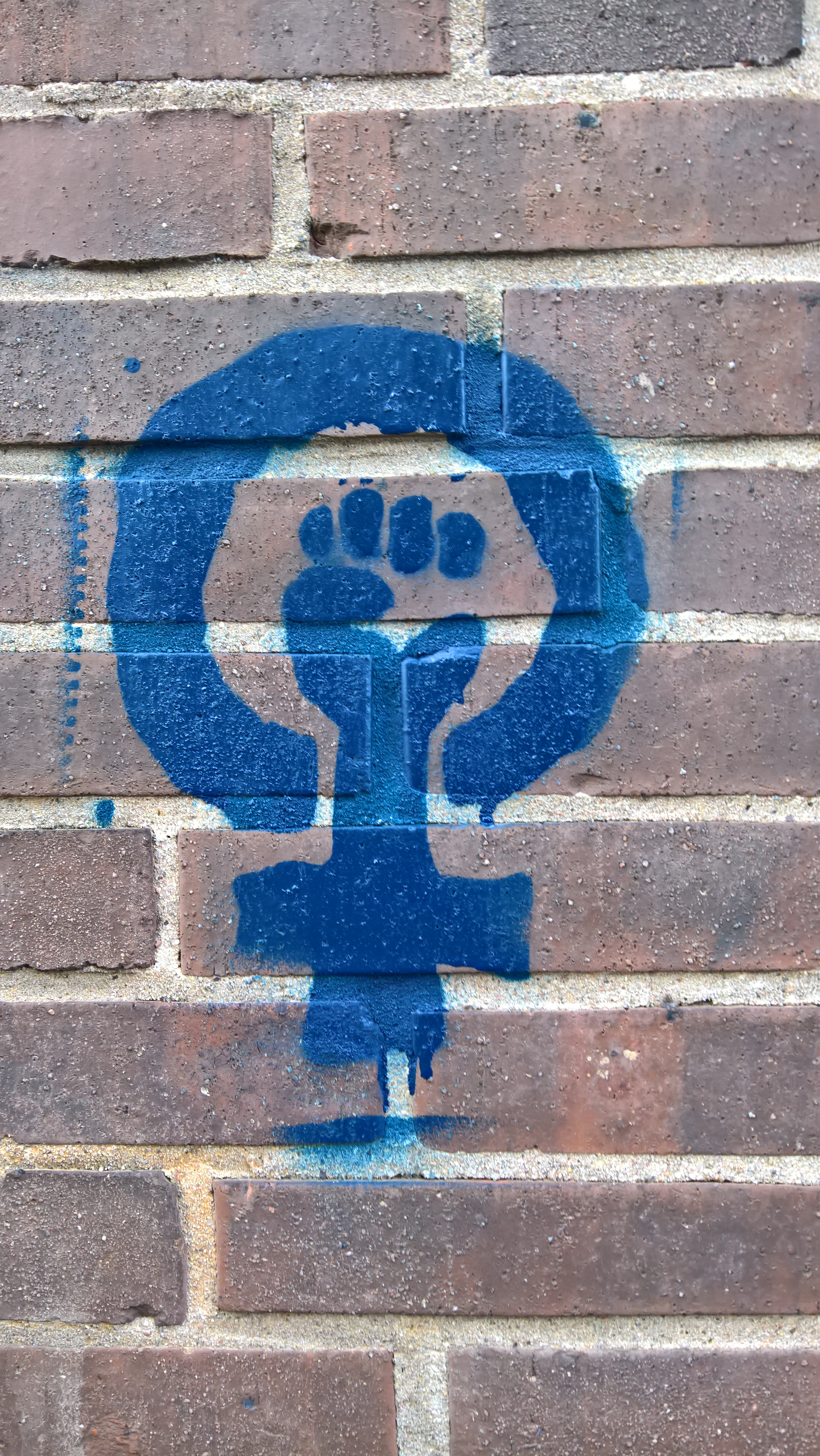
Kampfsymbol an einer Hauswand

Der Aktionsrat spaltete sich in den marxistisch orientierten Sozialistischen Frauenbund Westberlin um Frigga Haug und viele kleine Gruppen. Helke Sander forderte in einem Manifest alle Aufmerksamkeit für Mütter und Kinder und begründete die Trennung.
„Die marxistisch orientierte Fraktion verfasst ein neues Positionspapier und gab sich ab Dezember 1970 einen neuen Namen: Sozialistischer Frauenbund Westberlin (SFB). Dem Leitspruch des Aktionsrates ‚Frauen gemeinsam sind stark‘ fügte der SFB nun die Parole ‚Frauen und Männer sind stärker‘ hinzu.“
Der SFB postulierte 1971: „Wir organisieren uns zunächst separat als Frauen, um in theoretischer Arbeit die Ansatzpunkte zur spezifischen Frauenagitation herauszufinden. Wir sehen dies als Voraussetzung, um unter der Führung der Kommunistischen Partei unsere Aufgabe im Klassenkampf zu ü̈bernehmen“.
Der SFB bekämpfte feministische Positionen vehement. Deshalb sei er nicht als Fortsetzung des Aktionsrats zur Befreiung der Frauen zu sehen und auch kein Vorläufer der Frauenzentren. Erst Jahre später nahm der SFB für sich die Bezeichnungen „feministisch“ und „autonom“ in Anspruch.

### Kampagne gegen den Paragraphen 218
In der Folge der Selbstbezichtigungskampagne ‚Wir haben abgetrieben‘ kam es 1971 in einigen Städten der Bundesrepublik zu Demonstrationen und Unterschriftensammlungen gegen den Paragraphen 218, der den Schwangerschaftsabbruch unter Strafe stellt. Mit den Parolen „ob Kinder oder keine, bestimmen wir alleine“ und „mein Bauch gehört mir“ forderten Frauen die Freigabe des Schwangerschaftsabbruchs.

### Brot und Rosen
1971 sammelte Helke Sander einige Frauen um sich, die dann gemeinsam das „Frauenhandbuch Nr. 1: Abtreibung und Verhütungsmittel“ schrieben, das im Selbstverlag erschien. Die erste Auflage betrug 30.000. Dazu Helke Sander im Interview:
„Die Hersteller testeten die Antibaby-Pillen u. a. an Puertoricanerinnen und an Männern, die bei der Herstellung mit Östrogen in Kontakt kamen und denen Brüste wuchsen. Der Vatikan war übrigens an den Fabriken beteiligt! Ich hatte die Pille bereits in den 60er Jahren bekommen, war quasi Versuchskaninchen und litt dabei unter Herzschmerzen – damals dachte ich, es liege an der schlechten Ehe –, tatsächlich war das Östrogen dieser Pillen überdosiert, viele sind daran gestorben. Diese Pillen sind schließlich verboten worden. Deshalb waren auch wir gegen die Forderung ‚Pille auf Krankenschein‘, die Frigga Haug und der SFB erhoben. Zuerst sollte man unschädliche Verhütungsmittel entwickeln, fanden wir. (…) Von der US-amerikanischen Gruppe ‚Our Bodies, Ourselves‘ wussten wir da noch nichts, deren Buch entstand 1971 aus demselben Anlass mit ähnlichem Ergebnis.
1974 machte ‚Brot und Rosen‘ eine große Veranstaltung in der TU, auf der wir Ärzte anzeigten, weil sie illegal abtrieben. Speziell einen mit dem Spitznamen ‚goldene Curette‘ – der aber offiziell ganz strikt gegen Abtreibung war. Ein anderer war über 80 und halb blind, machte aber auch weiter Abtreibungen – lauter skandalöse Mediziner. Obwohl Offizialdelikt, wurde unsere Anzeige nicht verfolgt.“
1972 realisierte Helke Sander zusammen mit Sarah Schumann und Kamerafrau Gisela Tuchtenhagen die Dokumentation „Macht die Pille frei?“

### Frauenzentren
Im März 1973 wurde das Frauenzentrum in Westberlin eröffnet – das erste im deutschsprachigen Raum. Mit seiner nichthierarchischen Struktur und undogmatischen Ausrichtung unterschied es sich fundamental von allen bisherigen Frauengruppen und bot zum ersten Mal einen Ort, ein eigenes, frauenidentifiziertes, autonomes und basisdemokratisches Zentrum.

#### Autonom und basisdemokratisch
Für die autonome Frauenbewegung bedeute autonom Unabhängigkeit von allen Formen traditioneller und neuer linker Politik (und in Absetzung vom „Sozialistischen Frauenbund“), aber auch Unabhängigkeit von Parteien, Institutionen und „Staatsknete“ – alle Projekte wurden bis 1976 (erstes Frauenhaus) aus eigener Kraft finanziert. Im Gegensatz zur zeitgleich agierenden orthodoxen (DKP) und maoistischen Linken setzte die autonome Frauenbewegung auf Konsens und Basisdemokratie, ersetzte „Schulung“ durch Selbstbildung, die „Partei-Linie“ durch Meinungsvielfalt. Nach diesem Modell arbeiteten die Frauenzentren, die ab 1973 in rascher Folge in vielen Städten Westdeutschlands entstanden. Basierend auf ebendiesen autonomen, basisdemokratischen Strukturen wuchs dann auch die Bewegung der Bürgerinitiativen rasant; beide zusammen veränderten die westdeutsche Gesellschaft in den 1970er Jahren von Grund auf.

#### Frauenidentifiziert
Bei der Gründung von Zentren und Projekten waren Lesben treibende Kraft, weil sie – wie sie postulierten – keine Energie in Beziehungen zu Männern verlören und „weil sie Frauen einfach lieben“. Eine heterosexuelle Frau erinnert sich:
„Wir hatten erstmal eine große Achtung und Interesse für einander. In jeder Gruppe, auch der § 218-Gruppe, waren sehr viele Lesben. (…) Wir fuhren alle aufeinander ab, weil wir unsere Kraft spürten, das hatte was Erotisches: Da kommen siebzig Frauen zusammen, die alle gewartet und alle in einer bestimmten Richtung gesucht hatten, und dann finden sie plötzlich siebzig andere, die dasselbe wollen. Ein plötzliches Gemeinschaftsgefühl aus einer Erfahrung großer Vereinzelung. „Frauen gemeinsam sind stark“ drückt ja dieses gemeinsame Kraftempfinden aus, das Gefühl, [unsere Situation] gemeinsam verändern zu können, Überschwang im Kraftgefühl!“

#### Kommunikationswege
Von 1973 bis 1976 tauschten die Frauenzentren Ideen und Erfahrungen untereinander mittels einer ‚Frauenzeitung’ aus – einem selbstgetippten Organ mit rotierender Redaktion – und ab 1975 auch mittels ‚Frauenjahrbuch‘ und ‚Frauenkalender’. Frauengruppen aller Couleur trafen sich zu Kongressen, darunter in Frankfurt 1972, München 1973, Coburg 1973, ab 1971 zum Femø Women’s Camp, in Brüssel 1976 zum Internationalen Tribunal zu Gewalt gegen Frauen.
Lesbengruppen trafen sich schon ab 1972 jährlich zum Pfingsttreffen, später Lesben-Frühlings-Treffen (LFT) genannt.
Eine wichtige Rolle spielten Frauenfeste, zu denen die Frauenrockband Flying Lesbians von 1974 bis 1977 in vielen Städten aufspielte.
1976 bis 1983 sorgte die Sommeruniversität für Frauen mit tausenden Teilnehmerinnen für den fachlichen Austausch. 1976 übernahmen die Zeitschriften Courage und EMMA die Kommunikation zwischen Interessierten und Frauenprojekten. Nun verloren Frauenzentren ihre Bedeutung als Brutkasten, die Bewegung war schon zu groß für einen „Laden“.

#### Projekte der autonomen Frauenbewegung
Beratung zum Schwangerschaftsabbruch und Organisieren von „Holland-Fahrten“ zu Abtreibungskliniken band zu Beginn viel Energie in den Frauenzentren. Alsbald entstanden aus Arbeitsgruppen vielfältige Projekte: Frauengesundheitszentren, Psychologische Beratung, Frauenhaus, Notruf und Beratung für von Gewalt betroffene Frauen und Mädchen, Kurse in Selbstverteidigung. Es fanden sich in berufsorientierten Gruppen Lehrerinnen, Hochschuldozentinnen, Künstlerinnen, Musikerinnen, Frauen in Naturwissenschaften und Medienschaffende. Sie gründeten Zeitschriften, Verlage, einen Buchvertrieb, eine Druckerei, Frauenkneipen und in vielen Orten Frauenbuchläden.
Als Beispiel siehe auch:  Frauenzentrum Westberlin, Lesbisches Aktionszentrum Westberlin.

## Männerbewegung
Als Reaktion auf die Frauenbewegung entwickelte sich ab den späten 1960er Jahren eine Männerbewegung. Sie besteht aus in der Weltanschauung sehr unterschiedlichen Organisationen und Strömungen. Es gibt seit den 1960er Jahren Männergruppen, die versuchen, ein neues Selbstverständnis zu finden, das Erkenntnisse der Geschlechter- und Männerforschung aufnimmt. Der Schwäche des kritischen Ansatzes innerhalb der Männerbewegung in Deutschland geschuldet, entwickelten sich die Männerforschung und die praktische Jungenarbeit hier erst mit großer Verspätung.
Neben der antisexistischen und Men’s-Liberation-Bewegung gibt es auch reaktionäre maskulistische Züge, Strömungen innerhalb dieser betrachten den Feminismus als Feindbild und sind Teil des konservativen „Backlash“ der 1980er Jahre.

## Dritte Welle

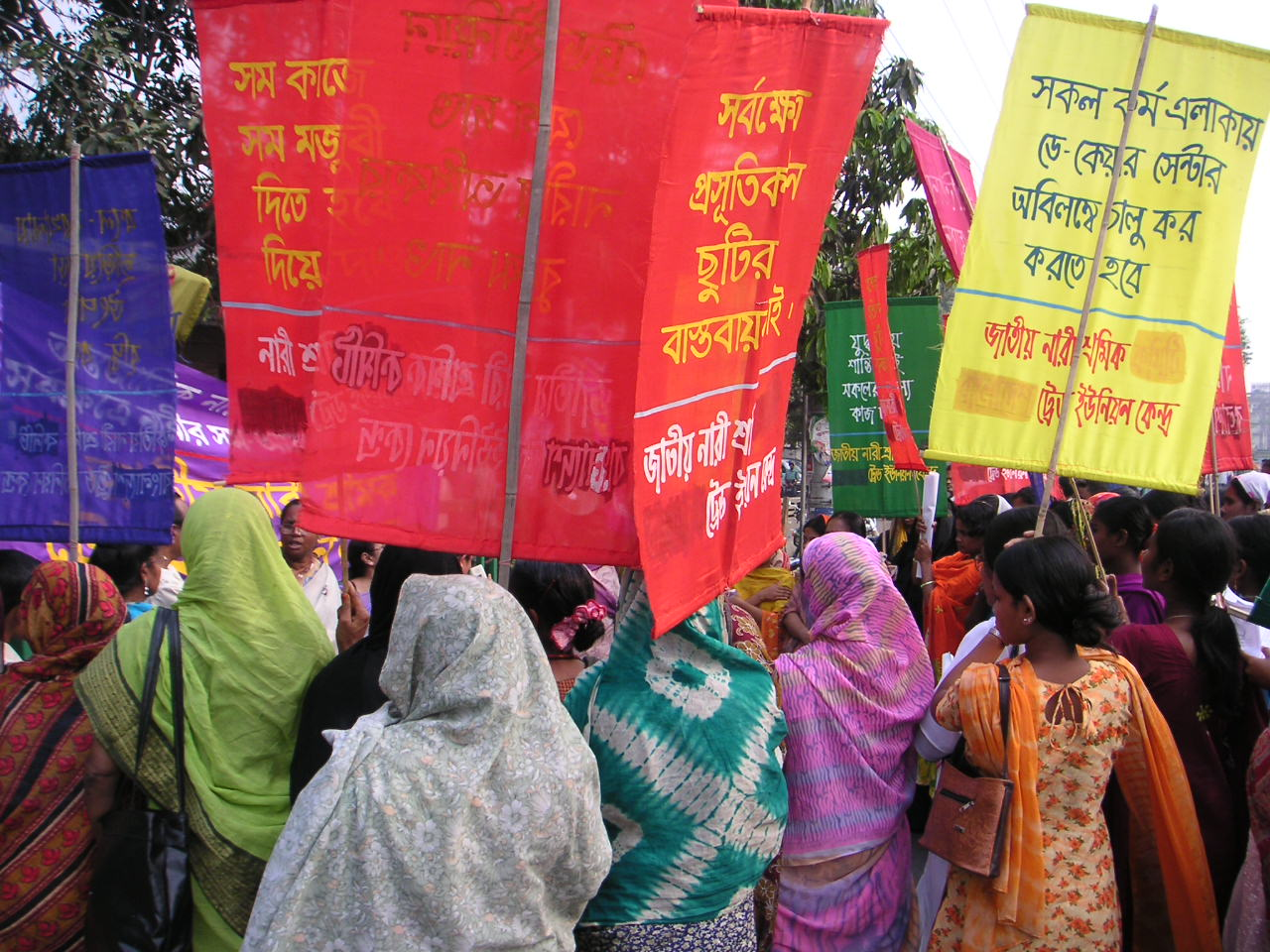
Frauen in Dhaka, Bangladesh, demonstrieren am 8. März für ihre Rechte

In den 1990er Jahren entwickelte sich in den USA eine dritte Welle der Frauenbewegung. Sie war eine Reaktion auf einen populären Antifeminismus und auf die Ansicht, dass Feminismus obsolet sei, weil er alle Ziele erreicht hätte. Manche sehen das Entstehen der dritten Welle auch als eine Antwort auf innerfeministische Debatten wie die Feminist Sex Wars. Die Bezeichnung „dritte Welle“ (third-wave feminism) kam in der ersten Hälfte der 1990er Jahre auf und geht zurück auf Rebecca Walker, die einige Jahre später (1997) Mitbegründerin der Third Wave Foundation war.
Die dritte Welle des Feminismus orientiert sich sehr stark an den Zielen der zweiten Phase, die sie auch heute noch nicht verwirklicht sieht. Angebliche oder tatsächliche Fehler des radikalen und kulturellen Feminismus der zweiten Welle, wie z. B. Ethnozentrismus und (teilweiser) Ausschluss der Männer, sollen korrigiert und der Feminismus den aktuellen gesellschaftlichen Gegebenheiten angepasst werden. Darüber hinaus geht es um das Infragestellen problematischer Identitätskonzepte, von Geschlechtsidentität und Sexualität.
Es ist vor allem ein Generationenwechsel. Feminismus als Begriff steht zur Disposition, für einige jüngere Frauen gilt er als hausbacken und „uncool“, da sie sich mit den Feministinnen der vergangenen Jahrzehnte nicht identifizieren. Andererseits sehen viele junge Frauen eine Gleichberechtigung der Geschlechter noch keineswegs verwirklicht und betrachten die vorhergehenden Generationen Feministinnen als wichtige politische Vorreiterinnen und den Begriff des Feminismus weiterhin als politisch notwendig. So entstanden u. a. die Riot Grrrls in den USA aus einem Punk-Kontext. Elemente der Riot-Grrrl-Bewegung wurden auch in Deutschland aufgegriffen. Die jungen Feministinnen der dritten Welle arbeiten vor allem mit dem Internet und zielorientiert in Projekten und Netzwerken mit feministischer Ausrichtung, z. B. in der Third Wave Foundation (USA) bzw. mit konkreten Projekten wie etwa Ladyfesten.
Durch die Aneignung von Internetmedien vernetzen sich Frauen und Frauenorganisationen über nationale und kulturelle Grenzen hinweg; bilden translokale Netzwerke, durch die sie sich in ihrer lokalen Arbeit und Anliegen unterstützen und gemeinsam Advokatinnenpolitik betreiben.

### Allgemein
- Antoinette Burton: History is Now: feminist theory and the production of historical feminisms. In: Women’s History Review. Band 1, Nr. 1, 1992, S. 25–39 – die Konstruktion der Geschichte(n) des Feminismus.
- Anke Domscheit-Berg: Mauern einreißen! Weil ich glaube, dass wir die Welt verändern können. Heyne, München 2014, ISBN 978-3-453-20042-5.
- Stefanie Ehmsen: Der Marsch der Frauenbewegung durch die Institutionen: Die Vereinigten Staaten und die Bundesrepublik im Vergleich. Westfälisches Dampfboot, Münster 2008.
- Margarete Grandner, Edith Saurer (Hrsg.): Geschlecht, Religion und Engagement. Die jüdischen Frauenbewegungen im deutschsprachigen Raum. 19. und frühes 20. Jahrhundert. Böhlau, Wien / Köln / Weimar 2005, ISBN 3-205-77259-8, S. 79–101.
- Michaela Karl: Die Geschichte der Frauenbewegung. Aktualisierte Ausgabe, Reclam, Stuttgart 2023, ISBN 978-3-15-014449-7.
- Antonia Meiners (Hrsg.): Kluge Mädchen: Oder wie wir wurden, was wir nicht werden sollten. Sandmann, München 2011, ISBN 978-3-938045-56-5.
- Reimar Oltmanns: Vive la Française! Die stille Revolution der Frauen in Frankreich. Rasch und Röhring, Hamburg 1995, ISBN 3-89136-523-3.
- Ute Planert (Hrsg.): Nation, Politik und Geschlecht. Frauenbewegungen und Nationalismus in der Moderne. Campus, Frankfurt am Main / New York, NY 2000, ISBN 3-593-36578-2.
- Hedwig Richter, Kerstin Wolff (Hrsg.): Frauenwahlrecht. Demokratisierung der Demokratie in Deutschland und Europa. Hamburger Edition, Hamburg 2018.
- Renate Reimann: Frauen auf den Barrikaden. Mutige Schritte auf dem langen Weg zur Gleichberechtigung. In: Einst und Jetzt (= Jahrbuch des Vereins für corpsstudentische Geschichtsforschung). Würzburg 2002, S. 193–226.
- Hannelore Schröder: Widerspenstige – Rebellinnen – Suffragetten. Feministischer Aufbruch in England und Deutschland. Ein-Fach, Aachen 2001, ISBN 3-928089-30-7.
- Petra Unger: Frauen Wahl Recht. Eine kurze Geschichte der österreichischen Frauenbewegung. Mandelbaum, Wien 2019, ISBN 978-3-85476-688-9.
- Anke Wolf-Graaf: Frauenarbeit im Abseits. Frauenbewegung und weibliches Arbeitsvermögen. Frauenoffensive, München 1981.
- Ruth Nattermann: Jüdinnen in der frühen italienischen Frauenbewegung (1861-1945). Biografien, Diskurse und transnationale Vernetzungen. De Gruyter, Berlin/Boston 2020, ISBN 978-3-11-069328-7.